# Filialkirche Lebmach

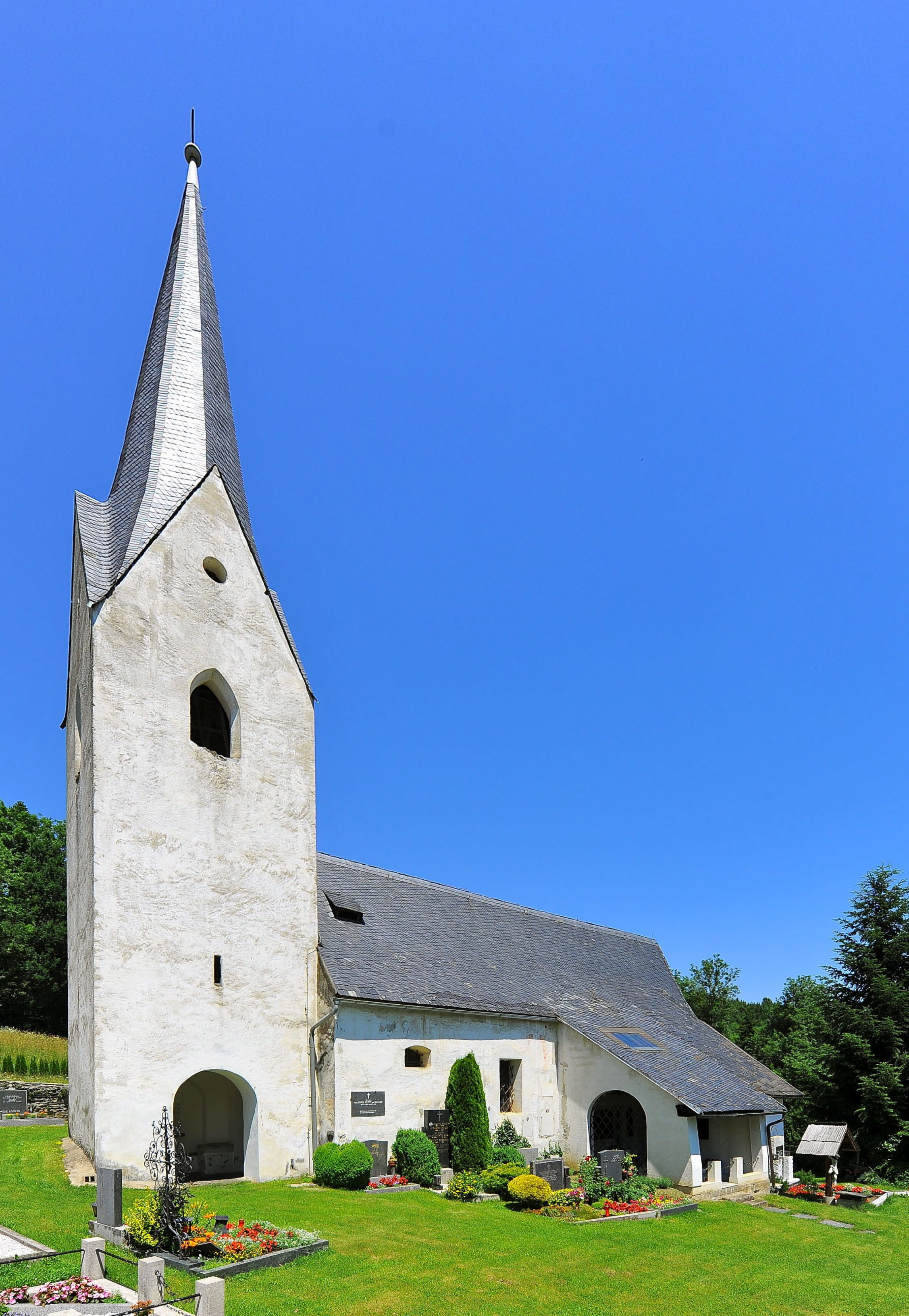

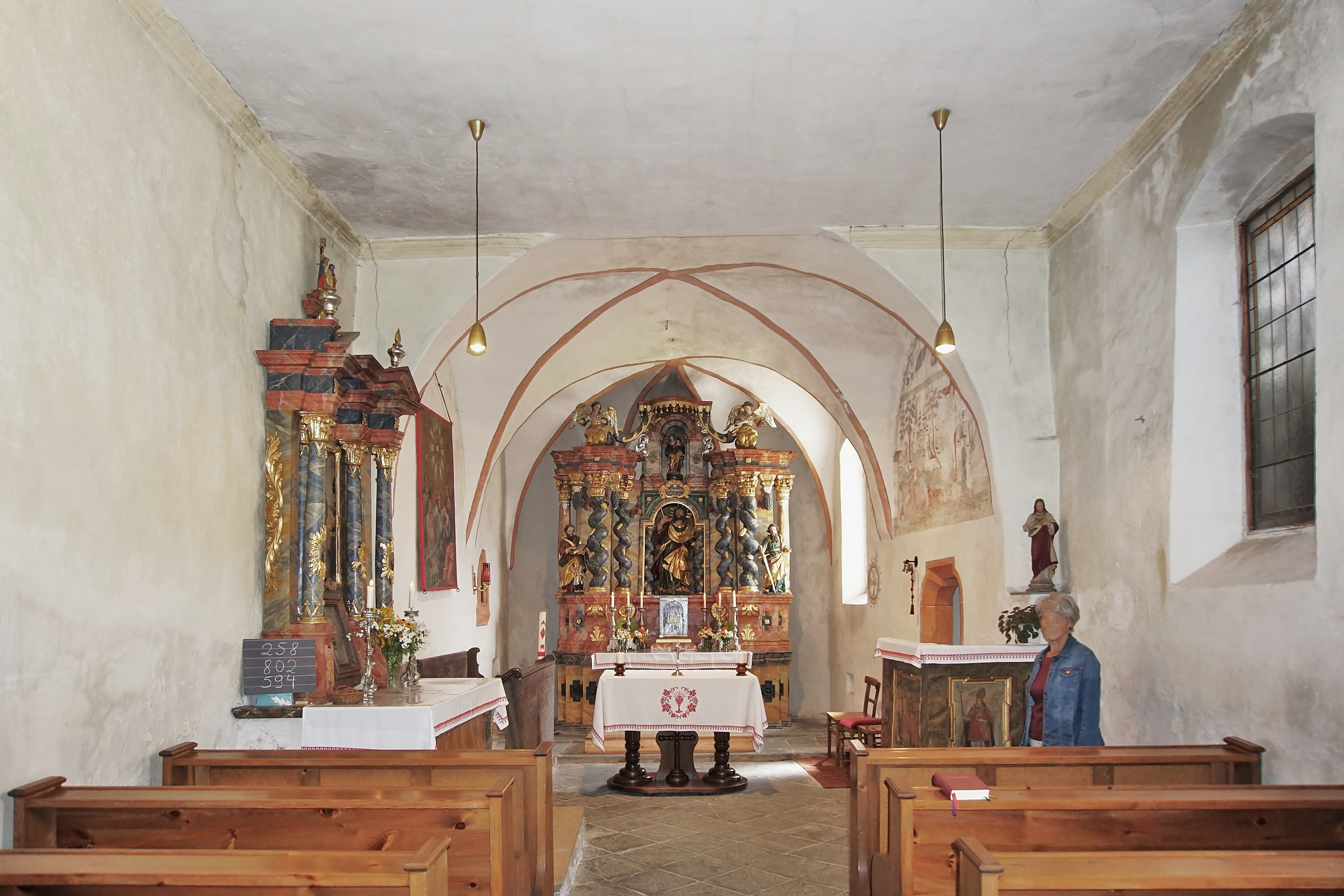
Innenansicht

Die kleine röm.-kath. Kirche in der Ortschaft Lebmach der Marktgemeinde Liebenfels ist eine Filialkirche der Pfarre Maria Pulst. Sie ist dem hl. Bartholomäus geweiht. Die Kirche steht unter Denkmalschutz.

## Bauwerk
Der schlichte gotische Bau hat einen vorgestellten Westturm und eine südlich an den Chor angebaute Sakristei. Das Erdgeschoß des Turmes bildet den Vorraum mit dem schulterbogigen Westportal. Die Tür ist vollflächig eisenbeschlagen. Der Innenraum des Langhauses ist flach gedeckt. Der Chor hat ein zweijochiges Kreuzrippengewölbe mit 5/8-Schluss. An der Südwand des Chores ist ein schlecht erhaltenes Wandgemälde aus dem 16. Jahrhundert zu sehen.
Die schlichte hölzerne Westempore ruht auf zwei Holzständern.

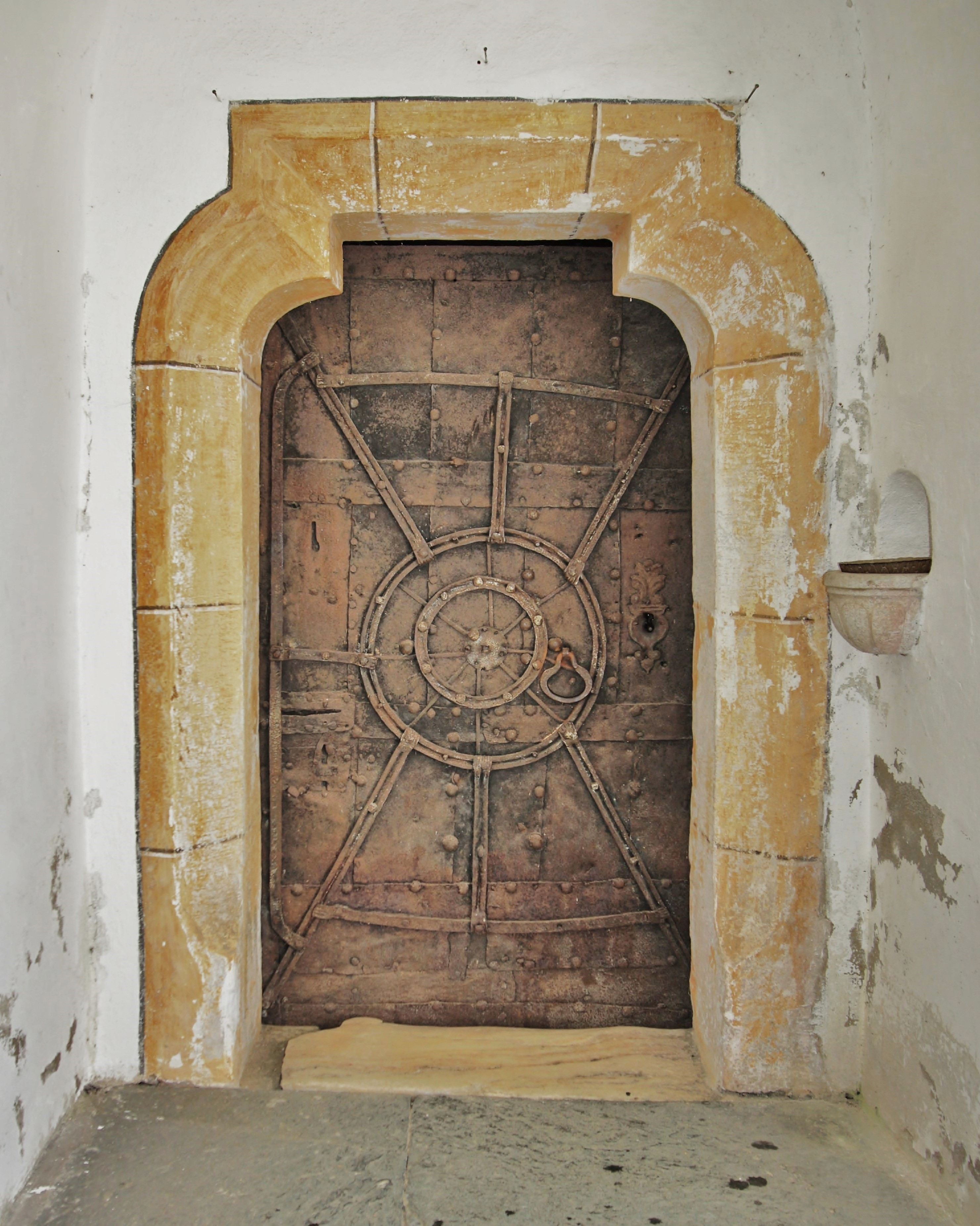
Westportal
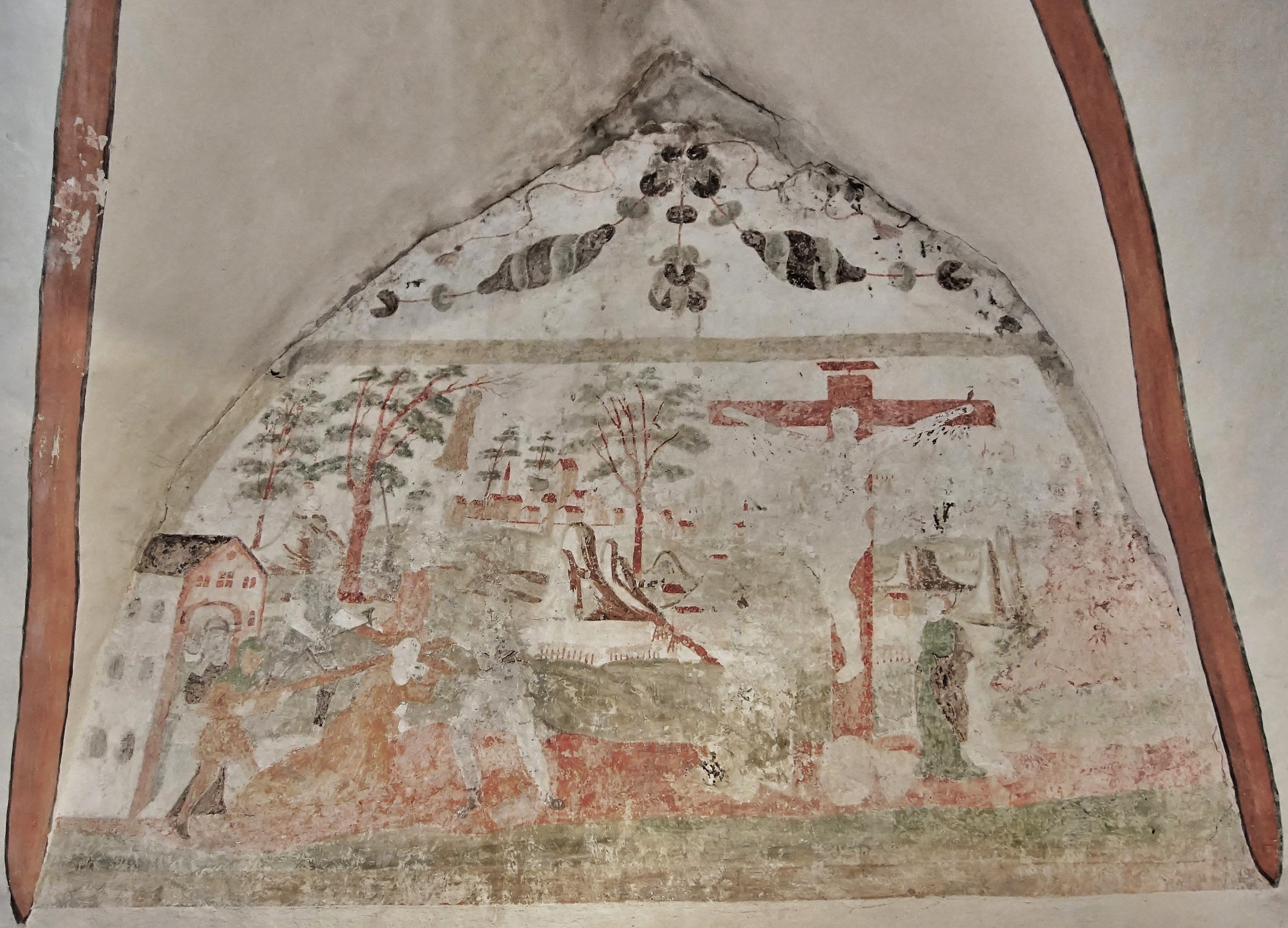
Wandmalerei im Chor
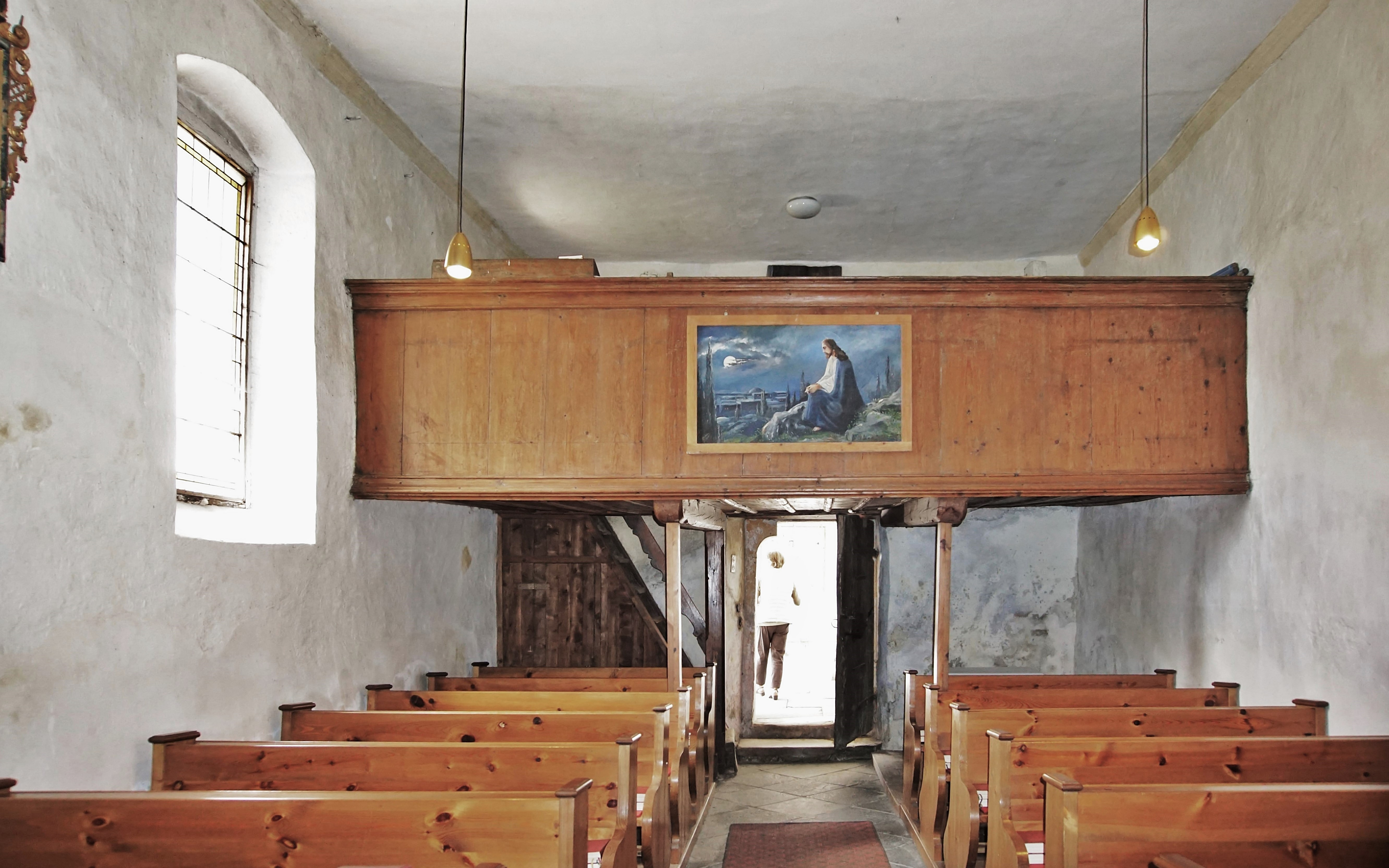
Empore

## Einrichtung
Der sechssäulige, barocke Hochaltar wird Johann Pacher zugeschrieben. Im Schrein steht eine Figur des hl. Bartholomäus, in der Hand ein Messer haltend als Attribut. Assistenzfiguren sind links ein Evangelist, rechts der hl. Paulus. Darüber steht in einer kleineren Nische unter einem Baldachin eine Maria immaculata, den Fuß auf dem Kopf einer sich um die Weltkugel windenden Schlange. Das Antependium zeigt eine volkstümliche Darstellung des hl. Bartholomäus in einem Blumenarrangement.
An der nördlichen Langhauswand steht der Annenaltar, ein barocker viersäuliger Ädikula-Altar mit einem Gemälde der hl. Anna selbdritt.

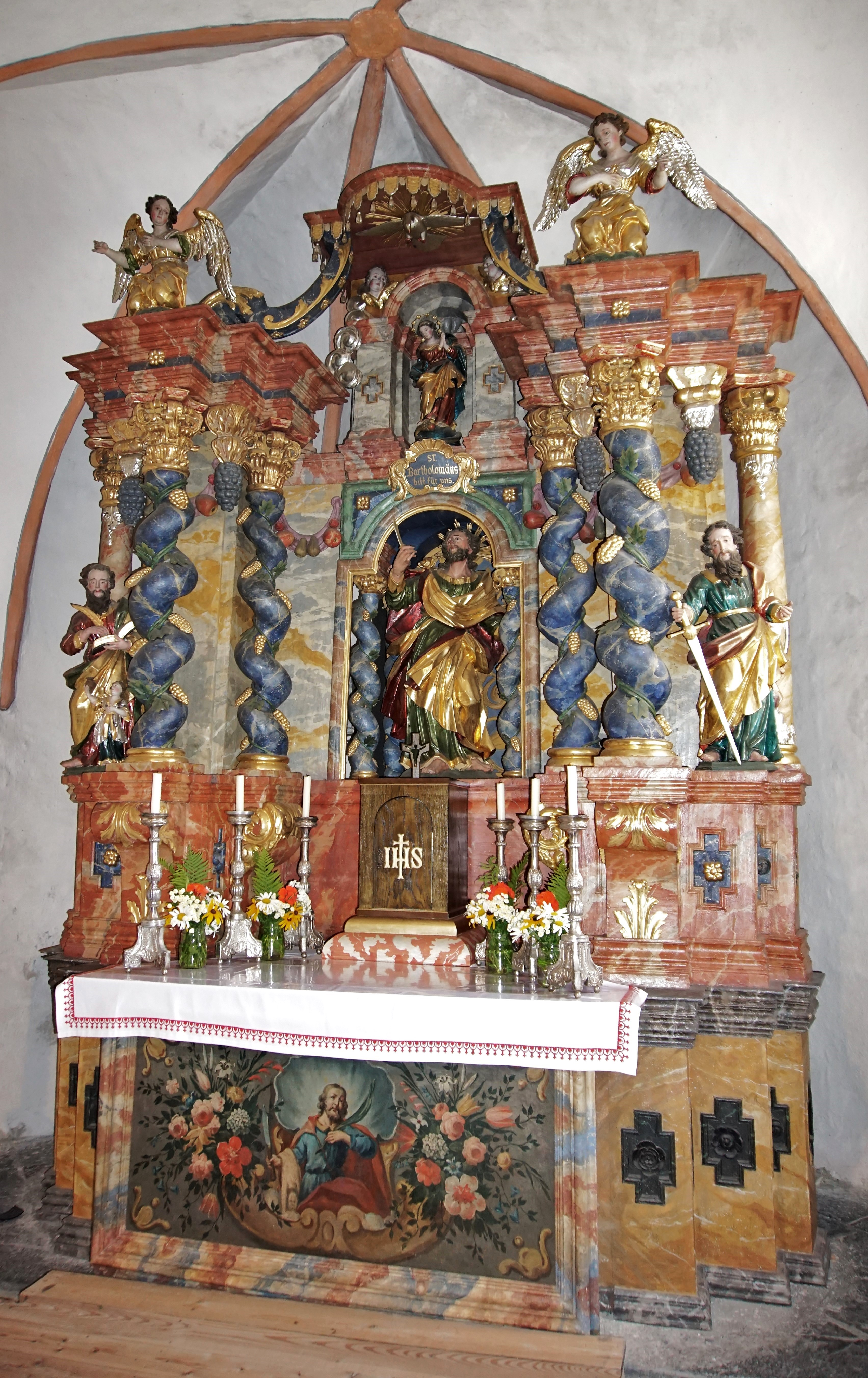
Hochaltar
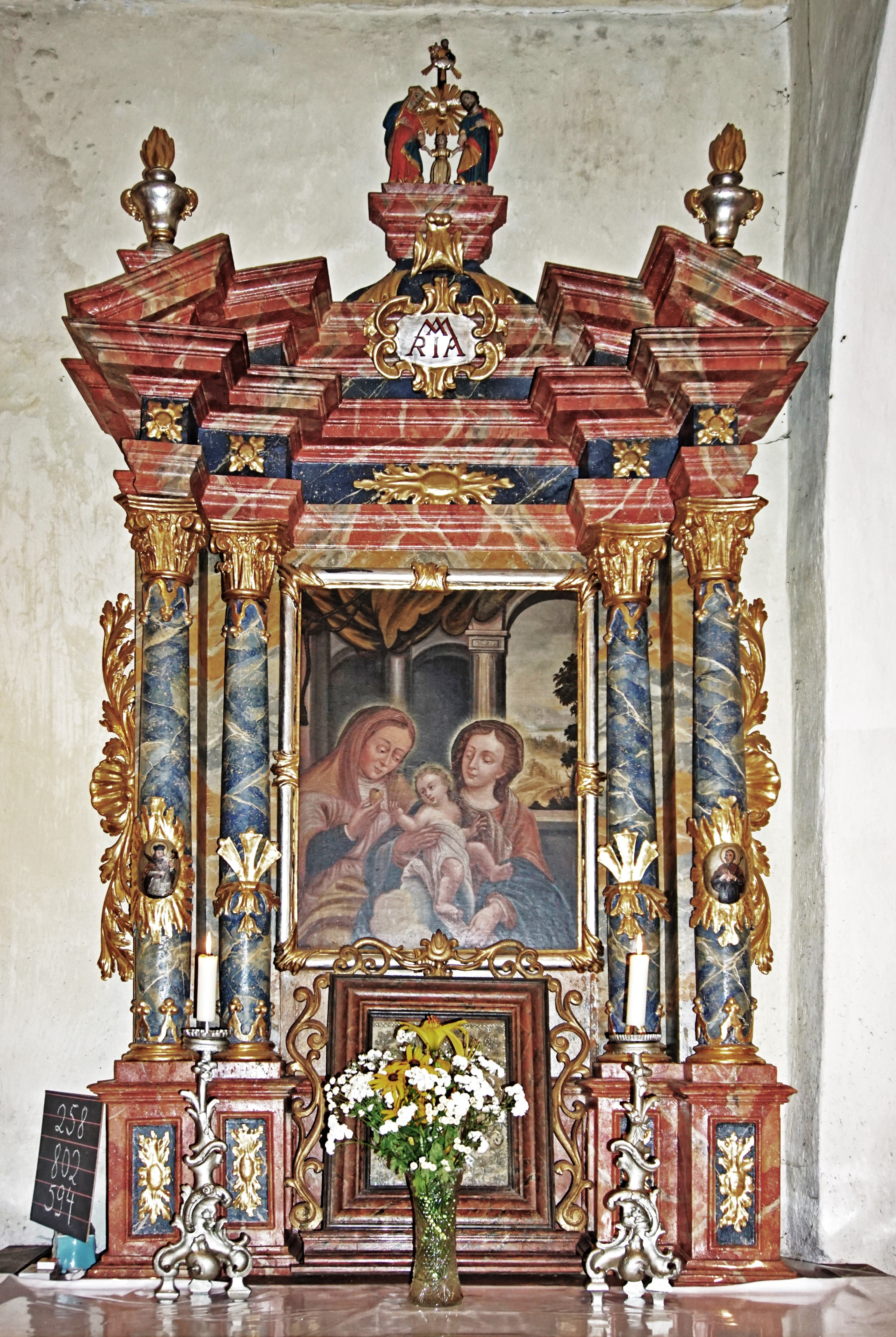
Annenaltar